# Flavor and Extract Manufacturers Association of the United States
Die Flavor and Extract Manufacturers Association of the United States, Schreibweise auch Flavor & Extract Manufacturers Association (FEMA) ist ein amerikanischer Industrieverband mit Sitz in Washington, D.C., der 1909 als Flavoring Extract Manufacturers’ Association vor dem Hintergrund des Pure Food and Drug Act von 1906 gegründet wurde.
Der Verband gibt eine Liste über Duftstoffe und Geschmacksstoffe heraus, die generell als sicher gelten („generally recognized as safe“), bekannt als FEMA GRAS. Die Organisation hat über 100 Mitgliedsunternehmen.
Sie ist Mitglied der International Organization of the Flavor Industry (IOFI).